# Ан Сан Ми
Ан Сан Ми (кор. 안상미; род. 12 ноября 1979 года в Тэгу) — корейская шорт-трекистка. Олимпийская чемпионка Нагано 1998 года,, трёхкратная чемпионка мира по шорт-треку среди команд 1995, 1996 и 1997 годов.

## Спортивная карьера
Ан Сан Ми училась на втором году начальной школы Содэгу, когда классный руководитель, который был заведующим спортивным отделом, предложил вступить в клуб роллеров. Зимой соревнований по роллерам не было, поэтому она ходила на каток всей группой, и каталась на коньках. Она перешла с роликов на коньки в 4-м классе начальной школы Тэгу. 
Её родители отец Ан Гын Су и мать Чин Сук Джин были против физических занятий, думая, что учёба ухудшится, но было наоборот, если она не тренировалась, её оценки падали. В 6-м классе средней школы для девочек Чонхва её выбрали в качестве спортсменки в национальную сборную.
В 14 лет она приняла участие в командном чемпионате мира в Будапеште, и выиграла серебряную медаль в команде. Ещё трижды с 1995 по 1997 года она становилась чемпионкой мира в команде. Также в январе 1997 года выиграла юниорский чемпионат мира в Маркетте в многоборье и приняла участие в марте на чемпионате мира в Нагано, где в эстафете вместе с партнёршами была второй.
В 1998 году на Олимпийских играх в Нагано вместе с Чон Ли Гён, Вон Хе Гён и Ким Юн Ми Ан будучи новичком в команде выиграла золотую медаль Олимпиады. Сама эстафета вылилась в борьбу Олимпийских чемпионов сборной Кореи и чемпионов мира Китаянок, они с самого начала оторвались от Японии и Канады. Почти до самого финиша немного лидировали китайские спортсменки во главе с Ян Ян (А), но на последних кругах Ким Юн Ми вышла вперёд и до конца не упустила победу. Корея выиграла с мировым рекордом 4:16.260 сек. 
Меньше чем через месяц на мировом первенстве в мировом первенстве в Вене сборная Кореи заняла второе место в эстафете, а следом на командном чемпионате мира в Бормио завоевала серебро. Через год в марте на чемпионате мира среди команд в Сент-Луисе с командой взяла бронзовую медаль. 
По-настоящему Ан выстрелила в 2000 году в Великобритании на чемпионате мира в Шеффилде, где на дистанции 500 метров была третьей, и попала в финал на 3000 метров. Там она выиграла в многоборье третье место. Тогда же в марте на командном чемпионате мира в Гааге вновь выиграла серебряную медаль. Она осенью стартовала на Кубке мира в сезоне 1998/99 годов и смогла занять второе место в общем зачёте в сезоне 1999/2000 года.

## Карьера комментатора
В 1998 году она окончила старшую школу для девочек Чонхва, и поступила в Университет Кемён на факультет физического воспитания. В 2002 году окончила Университет Кемён со степенью магистра физического воспитания, а в 2004 году закончила высшую школу образования. Выйдя на пенсию работала в столичной спортивной ассоциации Тэгу. После выхода замуж переехала в Сеул, где работала комментатором, а после 2010 года она стала работать в более серьёзных структурах, работала комментатором по шорт-треку на SBS. 
На Олимпийских играх в Ванкувере вела репортажи на SBS ESPN и в интернете. Она также работала комментатором на Олимпийских играх в Сочи. В настоящее время она считается членом Федерации конькобежного спорта Кореи и судьей Корейской спортивной ассоциации. С 2018 года работает комментатор шорт-трека на MBC.